# Примкулов, Нодирбек Абдухозирвич
Нодирбек Примкулов (узб. Nodirbek Primqulov; род.18 Сентябрь 1998 года; Наманган, Узбекистан) — узбекский эстрадный певец Заслуженный артист Узбекистана 
Примкулов начал свою творческую деятельность в 2012 году. Примкулов стал известен в 2016 году с песней «Ёмғирлар».

## Биография
Нодирбек Примкулов родился 18 Сентября 1998 года в городе Наманган. В этом же городе с 1997 по 2008 год учился в школе № 34. С 2014 по 2017 год учился в Наманганском Академическом лицее.

## Карьера
С 2013 по 2016 год он изучал вакал в Наманганской художественной школе. В начале 2016 года Примкулов выпустил свою первую песню «Чиройлисан» и эта песня принесла Примкулову большую известность. В конце 2016 года он выпустил песню под названием «Ёмгирлар».Эта песня и Примкулову не приносит большой удачи. В 2017 году Примкулов представляет своим поклонникам свою песню под названием «Марьямжон». Большую известность Примкулову принесла песня «Марьямжон». В 2017 году Примкулов представляет своим поклонникам свою песню под названием «Марьямжон». Большую известность Примкулову принесла песня «Марьямжон». В 2018 году песня Примкулова под названием «Рамазан» раскрывает многие аспекты. Песня «Рамадан» становится популярной не только среди молодёжи, но и среди взрослых. В начале 2019 года Примкулов представил свою очередную песню под названием «Долина легенд». Поклонники Примкулова тепло встретили песню «Долина легенд». Поклонники Примкулова тепло встретили песню «Долина легенд». К концу 2019 года он выпустил песню «Намангон», которая повышает спрос на Примкулова в Наманге. В 2022 году он представил песню под названием «Сердце». В 2022 году Примкулов выпустил песни «Онамни келини» и «Гозал», и в этом же году Примкулов выпустит свой первый музыкальный альбом под названием «Кадди Османим».

## Награды и номинации
- Голос Намангана — лучший певец 2016 года
- Лучший певец 2018 года

## Синглы
- «Ёмғирлар»
- «Чиройлисан»
- «Маржон»
- «Рамазон»
- «Афсоналар водиси»
- «Кадри Осмоним»
- «Наманган»
- «Хадиса»
- «Юрак»
- «Гўзал-гўзал»
- «Онамни келини»

## Албом
| сол  | Албом         |
| ---- | ------------- |
| 2022 | Кадри осмоним |

## Видеография
| Клип               | Режиссёр         |
| ------------------ | ---------------- |
| «Кадри Осмоним»    | Иброхим Алифбаев |
| «Афсоналар водиси» | Иброхим Алифбаев |
| «Хадиса»           | Иброхим Алифбаев |
| «Жабр чекан юрак»  | ?                |
| «Ишонмасам»        | Иброхим Алифбаев |
| «Мен сени топаман» | Иброхим Алифбаев |

## Фильмография
| Фильмы | Фильмы              | Фильмы                | Фильмы   | Фильмы            |
| Год    | Название на русском | Название на узбекском | Роль     | Примечания        |
| ------ | ------------------- | --------------------- | -------- | ----------------- |
| 2015   | Сумалак             | Sumalak sayli         | Нодирбек | Музыкальный фильм |
| 2016   | Канун Нового года   | Yangili Oqshomi       | Король   | Музыкальный фильм |
| 2018   | Навроз              | Navroz sayli          | певец    | Музыкальный фильм |
| 2020   | Любимый новый год   | Sevimli yangi yil     | Бек      | Музыкальный фильм |
| 2021   | С Новым Годом       | Zo’r yangi yil        | Нодир    | Музыкальный фильм |